# Hýľov
Hýľov este o comună slovacă, aflată în districtul Košice-okolie din regiunea Košice. Localitatea se află la altitudinea de 490 m deasupra n.m., se întinde pe o suprafață de 23,86 km2 și în 2017 număra 496 de locuitori.

## Istoric
Localitatea Hýľov este atestată documentar din 1318.

## Demografie
| An:                | 1994 | 2004   | 2014    | 2024    |
| ------------------ | ---- | ------ | ------- | ------- |
| Număr de persoane: | 417  | 434    | 503     | 558     |
| Diferență:         |      | +4,07% | +15,89% | +10,93% |

| An:                | 2023 | 2024   |
| ------------------ | ---- | ------ |
| Număr de persoane: | 556  | 558    |
| Diferență:         |      | +0,35% |